# جورج إل. براون
جورج إل. براون (بالإنجليزية: George L. Brown)‏ هو طيار ومقدم برامج إذاعية ومحرر وسياسي أمريكي، ولد في 1 يوليو 1926 في الولايات المتحدة، وتوفي في 31 مارس 2006 في نفس البلد بسبب سرطان. حزبياً، نشط في الحزب الديمقراطي. وقد انتخب عضو مجلس نواب كولورادو.